# بولين تورنر سترونج
بولين تورنر سترونج (بالإنجليزية: Pauline Turner Strong)‏ هي عالمة الإنسان أمريكية، ولدت في 1953.